# Jelena Andrejewna Hahn

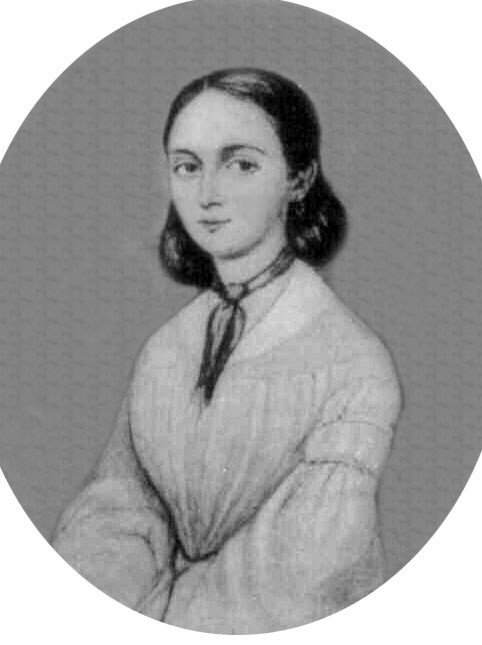
Jelena Gan vor 1842

Jelena Andrejewna Hahn (russifiziert zu Gan) (russisch Елена Андреевна Ган, geb. Fadejewa / Фадеева; * 11. Januarjul. / 23. Januar 1813greg. in Rschyschtschiw, Russisches Kaiserreich; † 24. Junijul. / 6. Juli 1842greg. in Odessa, Russisches Kaiserreich) war eine russische Schriftstellerin.

## Leben
Hahn wuchs in der russischen Provinz auf. Ihr Vater war der Geheime Rat Andrej Fadejew, ihre Mutter entstammte dem hochadeligen Geschlecht Dolgorukow und ließ ihr eine Erziehung und Bildung angedeihen, die über das für Mädchen übliche Maß hinausging. Ihr jüngerer Bruder war der General und Militärschriftsteller Rostislaw Fadejew.
Mit 16 Jahren heiratete sie Peter von Hahn (russisch: Gan), einen Offizier, der aus einer mecklenburgischen Familie in russischen Diensten stammte. Sie folgte ihm in mehrere Garnisonsstädte, ab 1836 lebte das Paar in Sankt Petersburg, wo Hahns literarische Karriere begann – gefördert von dem einflussreichen Literaten und Verleger Ossip Senkowski.
Hahn bekam vier Kinder. Zwei ihrer Töchter wurden ebenfalls Schriftstellerinnen: Helena Petrovna Blavatsky und Wera Schelichowskaja.

## Werk
Obwohl sie nur elf Erzählungen hinterließ, gilt Hahn als Begründerin einer sozial engagierten russischen Frauenliteratur. Sie thematisierte die Lebenssituation von Frauen in einer patriarchalischen Gesellschaft. Ihre Hauptfiguren sind talentierte, zur Kunst berufene Frauen, die an den Rollenerwartungen zerbrechen.

### Werke (Auswahl)
- Das Ideal (1837)
- Das Urteil der Gesellschaft (1839)
- Ein unnützes Talent (postum)

## Quelle
- Elisabeth Cheauré: Gan, Elena Andreevna (Pseud. Zeneida R-va; geb. Fadeeva). In: Autorinnen Lexikon. Hrsgg. v. Ute Hechtfischer, Renate Hof, Inge Stephan und Flora Veit-Wild. Frankfurt/M. Suhrkamp 2002, ISBN 3-518-39918-7, S. 186f.